# Paraphylax rubriornatus
Paraphylax rubriornatus là một loài tò vò trong họ Ichneumonidae.